# Championnat d'Irlande du Nord de football 2009-2010
Navigation
Édition précédente Édition suivante
Le Championnat d'Irlande du Nord de football 2009-2010 est la 108e édition du Championnat d'Irlande du Nord de football. C’est aussi la deuxième saison depuis la mise en place d’une nouvelle formule de compétition. La saison commence le 8 août 2009 pour prendre fin le 1er mai 2010. Le  Glentoran Football Club défend le titre de champion acquis au terme de la saison 2008-2009. Le 27 avril 2010, le Linfield Football Club remporte le titre de champion d’Irlande du Nord après avoir battu 1-0 le Cliftonville FC à Windsor Park.

## Les 12 clubs participants
| \| Belfast · Cliftonville · Linfield · Crusaders · Glentoran Ballymena United Coleraine FC Institute FC Newry City Portadown FC Dungannon Swifts Glenavon FC Distillery FC \| Localisation des clubs engagés dans le championnat. |
| Belfast · Cliftonville · Linfield · Crusaders · Glentoran Ballymena United Coleraine FC Institute FC Newry City Portadown FC Dungannon Swifts Glenavon FC Distillery FC                                                           |

| Club             | Stade                 | Capacité | Ville     |
| ---------------- | --------------------- | -------- | --------- |
| Ballymena United | The Showgrounds       | 7 500    | Ballymena |
| Cliftonville FC  | Solitude              | 7 200    | Belfast   |
| Coleraine FC     | The Showgrounds       | 6 600    | Coleraine |
| Crusaders FC     | Seaview               | 9 100    | Belfast   |
| Distillery FC    | New Grosvenor Stadium | 8 000    | Lisburn   |
| Dungannon Swifts | Stangmore Park        | 3 000    | Dungannon |
| Glenavon FC      | Mourneview Park       | 7 300    | Lurgan    |
| Glentoran FC     | The Oval              | 14 100   | Belfast   |
| Institute FC     | YMCA Grounds          | 2 200    | Drumahoe  |
| Linfield FC      | Windsor Park          | 20 500   | Belfast   |
| Newry City       | The Showgrounds       | 6 500    | Newry     |
| Portadown FC     | Shamrock Park         | 5 800    | Portadown |

## Compétition

### La pré-saison
Le 2 février 2009 ; le club de Bangor annonce par la voix de son président qu’il ne redemandera pas de nouvelle licence pour la saison 2009-2010. Le club termine la saison à la 11e et est donc de fait relégué en deuxième division. En conséquence, Dungannon Swifts qui a terminé à la dernière place du classement n’est pas automatiquement relégué. Il gagne le droit de jouer les barrages de relégation/promotion entre Premiership et Championship contre Donegal Celtic. Il remporte les matchs de barrage et se maintient dans l’élite nord-irlandaise.
Le champion de deuxième division, Portadown FC est promu en première division après seulement une saison de relégation.

### Classement
Le classement est établi sur le barème de points classique (victoire à 3 points, match nul à 1, défaite à 0).
| Rang | Équipe           | Pts | J  | G  | N  | P  | Bp | Bc | Diff |
| ---- | ---------------- | --- | -- | -- | -- | -- | -- | -- | ---- |
| 1    | Linfield FC      | 74  | 38 | 22 | 8  | 8  | 78 | 37 | +41  |
| 2    | Cliftonville FC  | 69  | 38 | 21 | 6  | 11 | 69 | 42 | +27  |
| 3    | Glentoran FC T   | 65  | 38 | 19 | 8  | 11 | 58 | 46 | +12  |
| 4    | Crusaders FC     | 60  | 38 | 17 | 9  | 12 | 57 | 52 | +5   |
| 5    | Dungannon Swifts | 57  | 38 | 16 | 9  | 13 | 56 | 58 | -2   |
| 6    | Portadown FC P   | 55  | 38 | 15 | 10 | 13 | 70 | 55 | +15  |
| 7    | Coleraine FC     | 57  | 38 | 16 | 9  | 13 | 76 | 62 | +14  |
| 8    | Glenavon FC      | 43  | 38 | 12 | 7  | 19 | 47 | 67 | -20  |
| 9    | Newry City       | 42  | 38 | 10 | 12 | 16 | 38 | 63 | -25  |
| 10   | Ballymena United | 40  | 38 | 11 | 7  | 20 | 46 | 56 | -10  |
| 11   | Distillery FC    | 39  | 38 | 11 | 6  | 21 | 45 | 76 | -31  |
| 12   | Institute FC     | 31  | 38 | 6  | 13 | 19 | 36 | 62 | -26  |

| Légende : Qualifications et relégations | Légende : Qualifications et relégations                                                |
| --------------------------------------- | -------------------------------------------------------------------------------------- |
|                                         | Ligue des champions de l'UEFA 2010-2011                                                |
|                                         | Ligue Europa 2010-2011                                                                 |
|                                         | Relégation en deuxième division                                                        |
|                                         | Barrage de relégation contre le deuxième de D2                                         |
|                                         | T : Tenant du titre C : Vainqueurs de la Coupe d'Irlande du Nord de football P : Promu |

### Les matchs

#### Matchs de barrage
Le système de barrage est un peu modifié cette année car le Donegal Celtic, deuxième de la deuxième division nord-irlandaise, est le seul club de la division à avoir obtenu la licence pour participer éventuellement à la première division nord-irlandaise. 
Un seul barrage est donc organisé entre Le Donegal Celtic et le club qui a terminé à la dernière place de la première division, Institute FC. Institute aurait dû être directement relégué et bénéficie donc de fait d'une seconde chance pour le maintien.
Le barrage se dispute en matchs aller-retour, le match retour se jouant sur le terrain d'Institute. Le match aller se termine par un match nul 0-0. Le match retour ne se débloque qu'à 5 minutes de la fin, avec un but de McAlorum qui donne la victoire et la promotion en première division au Donegal Celtic.
Match aller
| 11 mai 2010 | Donegal Celtic | 0 – 0 | Institute FC | Donegal Celtic Park |
| 19:45       |                |       |              |                     |
|             | Rapport        |       |              |                     |

Match retour
| 14 mai 2010 | Institute FC | 0 – 1 | Donegal Celtic | YMCA Grounds |  |
| 19:45       |              |       | 85e McAlorum   |              |  |
| 19:45       | Rapport      |       |                |              |  |

## Bilan de la saison
| Tableau d'Honneur                         |             |
| Compétition                               | Vainqueur   |
| Championnat d'Irlande du Nord de football | Linfield FC |
| Coupe d'Irlande du Nord de football       |             |

| Promotions et relégations |                |
| Relégués                  | Institute FC   |
| Promus                    | Donegal Celtic |

## Statistiques

### Meilleur buteur
| Rang | Nom             | Club            | Buts |
| ---- | --------------- | --------------- | ---- |
| 1    | Rory Patterson  | Coleraine FC    | 30   |
| 2    | Darren Boyce    | Coleraine FC    | 17   |
| 3    | Liam Boyce      | Cliftonville FC | 16   |
| 3    | George McMullan | Cliftonville FC | 16   |